# Rio Bârsa lui Bucur
O Rio Bârsa lui Bucur é um rio da Romênia afluente do Rio Bârsa, localizado no distrito de Braşov.